# Begovaïa (métro de Moscou)
Pour les articles homonymes, voir Begovaïa.
Begovaïa (en russe : Бегова́я et en anglais : Begovaya) est une station de la ligne Tagansko-Krasnopresnenskaïa (ligne 7 mauve) du métro de Moscou, située sur le territoire du raïon Khorochiovski dans le district administratif nord de Moscou.

## Situation sur le réseau
Établie en souterrain, à 10 mètres sous le niveau du sol, la station Begovaïa est située au point 066+56 de la ligne Tagansko-Krasnopresnenskaïa (ligne 7 mauve), entre les stations Polejaïevskaïa (en direction de Planernaïa) et Oulitsa 1905 goda (en direction de Kotelniki).